# فرودگاه تاتوی
فرودگاه تاتوی (به انگلیسی: Tatoi Airport) یک فرودگاه همگانی و نظامی است که یک باند فرود آسفالت دارد و طول باند آن ۱۷۶۴ متر است. این فرودگاه در کشور یونان قرار دارد و در ارتفاع ۲۳۹ متری از سطح دریا واقع شده است.